# キングズベイ海軍潜水艦基地
キングズベイ海軍潜水艦基地（キングズベイかいぐんせんすいかんきち、Naval Submarine Base Kings Bay）はアメリカ海軍の潜水艦基地。ジョージア州南東端でフロリダ州と境を接するカムデン郡にある。この付近は海岸線に沿っていくつもの島が連なり、東に開いた河口と南北の何本もの水道によって大西洋に通じており、キングズベイ基地も、そうした島の一つカンバーランド島の陰、カムデン郡のセントメアリーズ市に隣接し、セントメアリーズ川とクルックト川に南北を挟まれた岬の東端の大部分を占めている。フロリダ州ジャクソンヴィルからは38マイル（61キロメートル）の位置にある。トライデント核ミサイルで武装した弾道ミサイル原子力潜水艦の大西洋における母港である。この潜水艦基地は6470万ヘクタールの面積があり、基地の周辺には自然が豊かに残されている。基地内の総面積の4分の1は湿地保護地域、対岸のカンバーランド島は国立保護海岸となっており、鳥類229種、哺乳類68種、毒蛇5種を含む爬虫類67種、両生類37種がこれらの自然保護区には棲息しており、そのうち20種は絶滅危惧種を含んでいる。

## 歴史

### 初期
考古学調査により、基地のある地域には先コロンブス期に数千年さかのぼる時代からアメリカ先住民が住んでいたことが明らかになっている。
19世紀初め、今日の潜水艦基地の大部分にあたる土地は、チェリーポイント、ハーモニーホール、ニューカナン、マリアンナ、キングズベイといったいくつかのプランテーションがあった。1790年代の初め、トーマス・キングは湾沿いにプランテーションを建設した。ジョン・ヒューストン・マッキントッシュはニューカナンとして知られるかなり大きなプランテーションを建設し、綿花とサトウキビを栽培した。
プランテーション・システムは南北戦争後に衰退し、土地は小規模な私有農地に分割された。潜水艦基地の建設にあたって、相応の使用料を受け取った住民はいなかった。ある地主は62エーカーの土地に対してわずか4000ドルを受け取っただけだった。住民らは、小規模なトウモロコシや砂糖、野菜類の収穫を、エビや魚介類の漁獲で補って生活していた。

### 陸軍基地として
アメリカ陸軍は、1954年、国家の非常事態に弾薬を船積みするための軍需用海運ターミナルを建設するため、キングズベイの7000エーカーの土地の取得を始めた。工事は1955年に始まり、1958年に竣工した。200フィート幅の運河がカンバーランド水道に浚渫され、2か所の船回し場も設けられた。
ターミナルのもっとも顕著な特徴は2000フィート長（約600m）、87フィート（26m）幅のふ頭であった。3つの平行な線路があり、鉄道車両やトラックから複数の弾薬船を同時に積み込むことができました。
基地の別の場所では陸軍は47マイルの線路を敷設した。本線からの貨車は、土のバリケードで保護された一時的な保管場所に行き当たった。これらの土塁は、基地の多くの地域で依然として目立つ特徴であり、爆発事故の場合の被害を局限するために設計された。
この施設の差し迫った運用の必要がないことはすぐに明らかになり、非活性準備状態（inactive ready status）におかれるようになった。そして、1959年にはブルースター海運が埠頭を使用するリース契約に署名した。
元来の目的のための陸軍のポストは活性化されることはなかったが、2度にわたって他の任務のために使用された。1964年、ハリケーン・ドーラの襲来時、地域の住人約100人を基地に避難させた。また、キューバ・ミサイル危機の間、1100人の人員と70隻の小舟艇からなる陸軍の輸送大隊が配置された。

### 海軍基地として

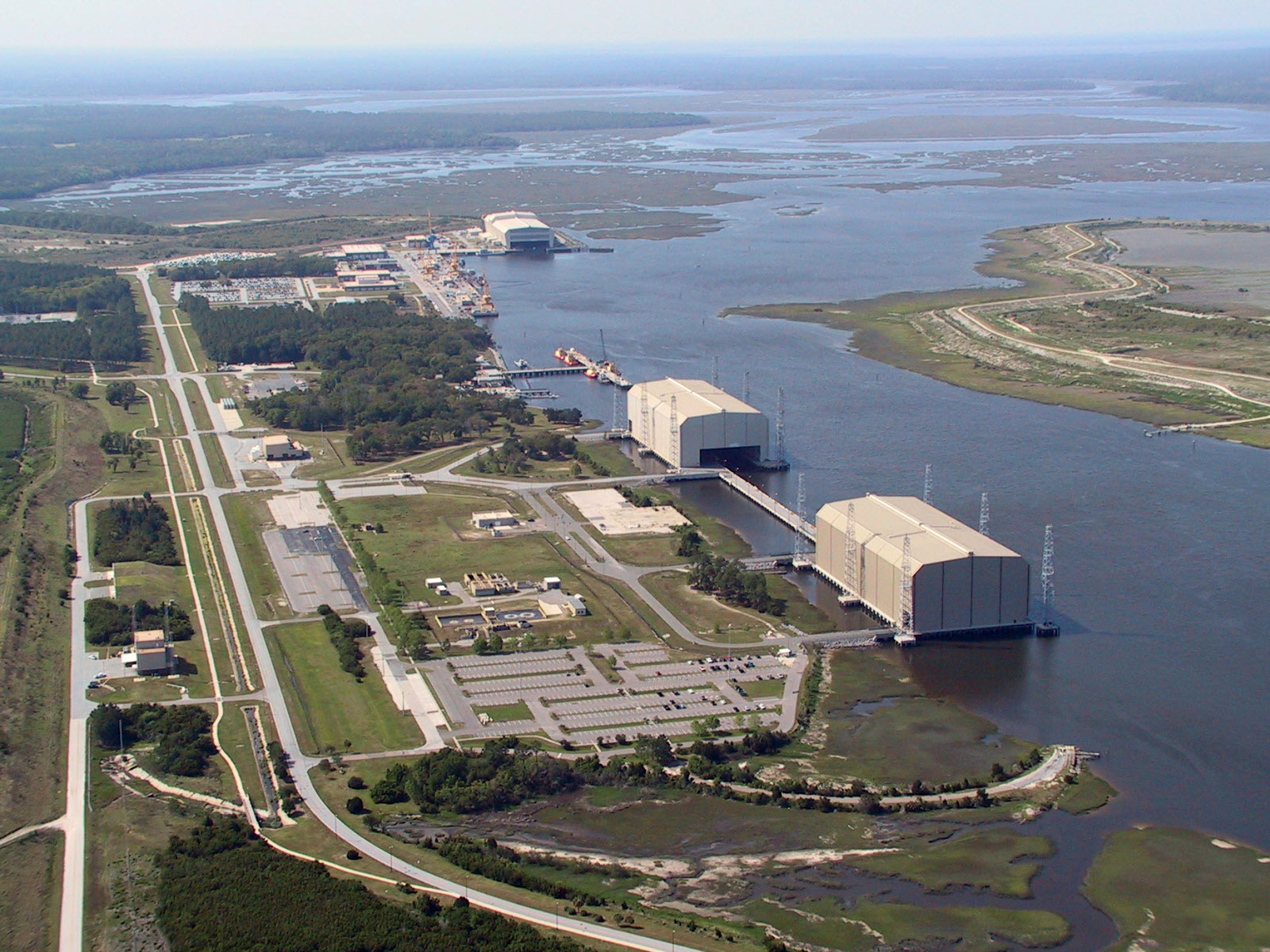
キングズベイ海軍潜水艦基地、2001年4月

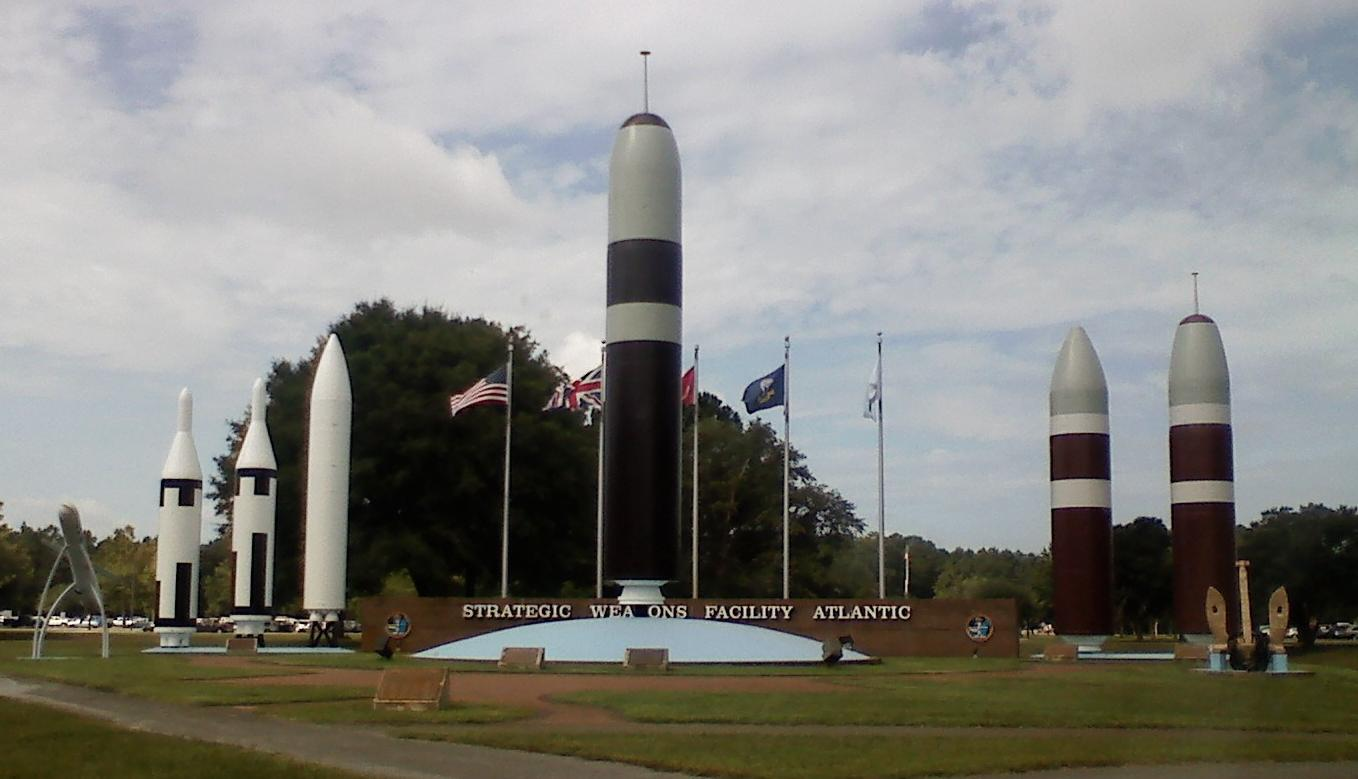
基地に展示されている歴代の潜水艦発射弾道ミサイル

キングズベイにおけるハイテンポな潜水艦作戦と当地における数千エーカーの土地を作り変える複雑な建設プロジェクトにいたる一連の出来事は1975年に始まった。
当時、アメリカとスペインとの条約交渉が進行中だった。アメリカ海軍基地設置に関するスペインとの協定に提案された変更点には、弾道ミサイル潜水艦部隊・第16潜水戦隊の作戦基地である、ジブラルタルの北西にあり、大西洋への容易なアクセスをもたらすロタ海軍基地からの撤退が含まれていた。
ロタからの撤退が決定したときに備えて、海軍作戦部長は東海岸に新しい基地を選択するための調査を命じた。1976年1月、交渉官はスペインと米国の間で条約草案を作成した。そこでは1979年7月までにロタから潜水艦戦隊が撤退することが要求されていた。米国上院は1976年6月に条約を批准した。
慎重な検討の後、ジミー・カーターが大統領に選出されて間もない1976年11月にキングズベイが選定された。その後まもなく、最初の海軍の要員がキングズベイに着任し、陸軍から海軍への資産の秩序ある移転のための準備を開始した。キングズベイ海軍潜水艦支援基地は、1978年7月1日、開発状態で設立された。この基地（キングズベイ海軍潜水艦基地）は以前の陸軍の用地だけでなく、追加で数千エーカーの用地をも占めている。
潜水艦戦隊の到着にそなえての準備は、1978年の残りから1979年にかけて急速に進められた。第16潜水戦隊司令官は、潜水母艦サイモン・レイク（USS Simon Lake, AS-33）が1979年7月2日にキングズベイに入港したときに着任した。4日後、ジェームズ・モンロー（USS James Monroe, SSBN-622）がキングズベイに入港し、サイモン・レイクの舷側に停泊して次の戦略抑止哨戒にそなえて定期修理を開始した。キングズベイはそれ以来、潜水艦基地として活動してきた。
1979年5月、海軍は、キングズベイを新しいオハイオ級弾道ミサイル原子力潜水艦の東海岸における優先的な基地として選定した。1980年10月23日、1年間にわたる環境影響評価の完了および議会の承認後、海軍長官は、キングズベイが、新しいトライデント搭載潜水艦（オハイオ級のこと）の大西洋岸における将来の母港となることを宣言した。
キングズベイをトライデント搭載潜水艦の基地とする決定により、平時における米海軍で最大級の建設プロジェクトが開始された。プログラムには9年の歳月と13億ドルの予算を要した。建設プロジェクトには次の3つの主要コマンドが含まれている：トライデント訓練施設、トライデント補修施設、大西洋戦略兵器施設。
1989年1月15日、テネシー（USS Tennessee,SSBN-734）がキングズベイに入港した。同年にペンシルベニア（USS|Pennsylvania,SSBN-735）が続いた。1990年10月にはウェストバージニア（USS West Virginia,SSBN-736）がキングズベイで就役し、これにケンタッキー（USS Kentucky,SSBN-737）が1991年7月に続いた。以後、1992年6月にメリーランド（USS Maryland,SSBN-738）、1993年7月にネブラスカ、1994年7月にロードアイランド（USS Rhode Island,SSBN-740）、1995年8月にメイン（USS Maine,SSBN-741）、1996年7月にワイオミング（USS Wyoming,SSBN-742）が引き続いて就役した。1997年9月のルイジアナ（USS Louisiana,SSBN-743）の就役により10隻のトライデント潜水艦がキングズベイに配備された。これら10隻はいずれもオハイオ級の後期建造艦で、トライデントD5・ミサイルの搭載艦である。これに対し、トライデントC4・ミサイルを搭載した前期建造艦8隻はすべて太平洋岸に配備されている。

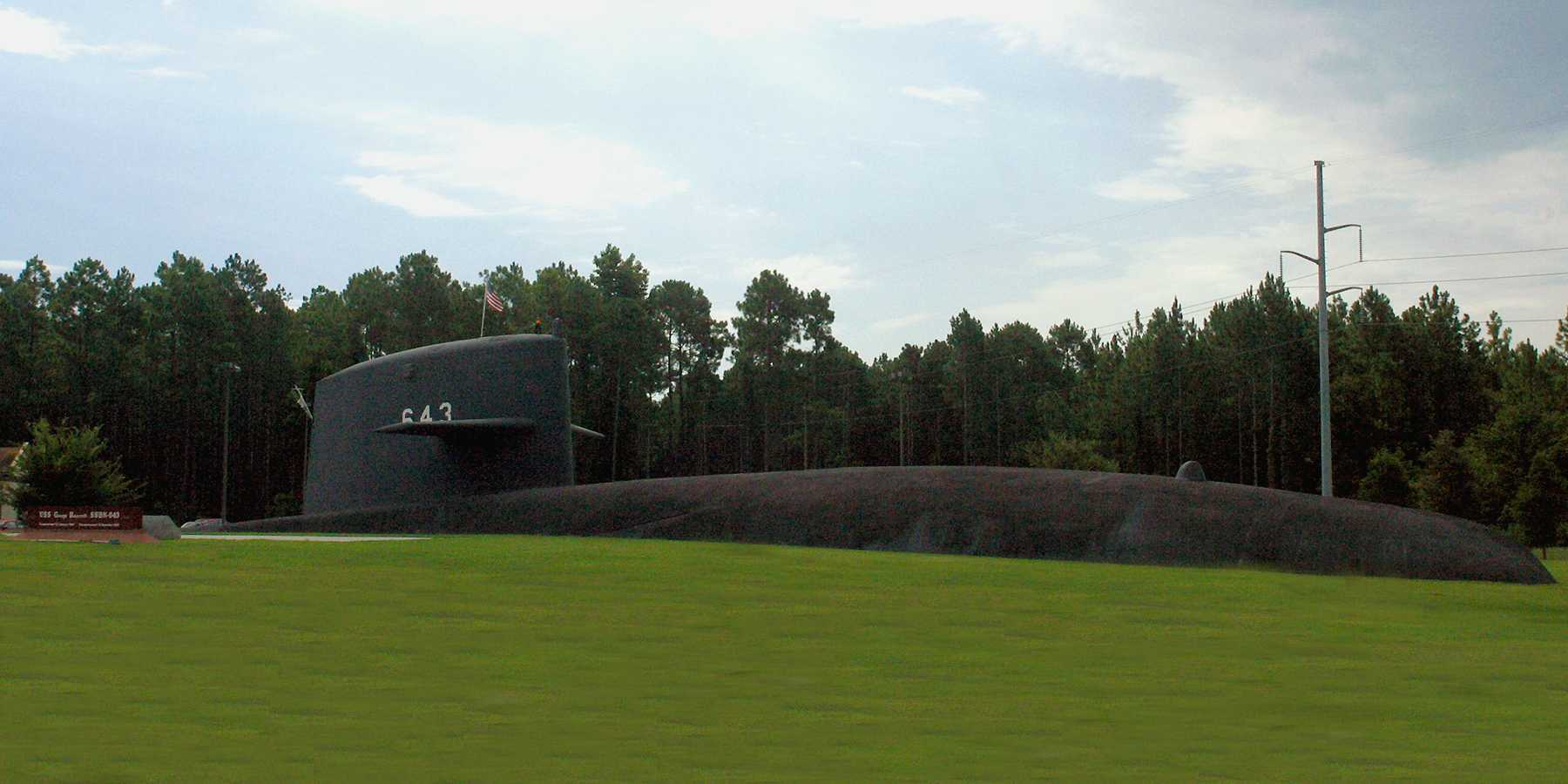
基地のメインゲートに展示されているジョージ・バンクロフトのセイル。2000年4月7日、潜水艦部隊の100周年のキングズベイでの記念の一部として献納された

キングズベイのすべての司令部による莫大な建設と組織化の努力は、トライデントII（D-5）ミサイルを搭載したテネシーが最初の戦略抑止哨戒を行った1990年3月下旬に最初の目標に到達した。

#### 冷戦後
冷戦の終結と1990年代における海空軍の戦略兵器戦力の再編成は、キングズベイに顕著な影響を及ぼした。ハイレベルの核兵器政策再検討により、海軍はトライデント潜水艦を2005年までに18隻から14隻に減らすよう求められた。
この決定により4隻のもっとも古いオハイオ級、大量（約150発）の在来型弾頭トマホーク巡航ミサイルで武装した巡航ミサイル潜水艦に転換するために、一時的退役が決定された。これらの巡航ミサイル潜水艦はSEALsや海兵隊にも対応している。
さらに、数隻のトライデント潜水艦が、大西洋艦隊から太平洋艦隊に移籍された。トライデント潜水艦部隊の東西両岸での均衡のために、ペンシルベニアは2003年8月4日、ケンタッキーは2003年8月24日に、それぞれバンゴール海軍潜水艦基地に向かった。さらに、ルイジアナとメインは2005年に太平洋艦隊に移管された。
フロリダとジョージアは、それぞれ2006年、2008年に巡航ミサイル潜水艦への転換工事を終え、キングズベイを引き続き母港としている。

## キングズベイの主要部隊

### 第10潜水艦群
第10潜水艦群（Submarine Group 10）は1989年1月1日に就役し、キングズベイにおける先任指揮官である。第10潜水艦群は、大西洋潜水艦隊司令官の指揮に服し、キングズベイを基地とするオハイオ級に対する作戦統制および行政管理を含め、配下に割り当てられたコマンドと部隊を指揮する。
キングズベイ潜水艦基地に拠点を置くオハイオ級原子力潜水艦の運用および行政管理を含む、割り当てられたさまざまなコマンドおよび部隊に対して指揮権を行使する。これらの責務には特に、トライデントシステムの訓練支援のための施設群の適切な統合と調整を含んでいる。

### 第16潜水戦隊
2009年の時点で、第16潜水戦隊は、東海岸に本拠を置くオハイオ級SSGN潜水艦に行政支援を提供している。戦隊は、トライデント補修施設とのすべての巡航ミサイル潜水艦メンテナンスの計画と実行を調整し、すべての重要な準備と財政的責任に責任を有する。SSGN部隊は、このメンテナンスに大きく依存している。さらに、第16潜水戦隊は、大規模なオーバーホール期間中およびその後のSSBNのサポートを提供する。キングズベイに配備されている10隻のオハイオ級うち、第16戦隊は艦番号が奇数の5隻を管理し、偶数の5隻は第20潜水戦隊が管理している。

### 第20潜水戦隊
第20潜水戦隊は、東海岸に本拠を置くオハイオ級SSBNと、それらのSSBNが実施する戦略的抑止任務を担当することを除いて、第16潜水戦隊と同じ種類の支援サービスを提供する。

### 海軍潜水艦支援センター
潜水艦センターは、潜水艦戦隊に集中管理およびサポートサービスを提供し、割り当てられた潜水艦および訪問潜水艦の資材、人員、訓練、および兵站の責任を支援します。

### 大西洋戦略兵器施設

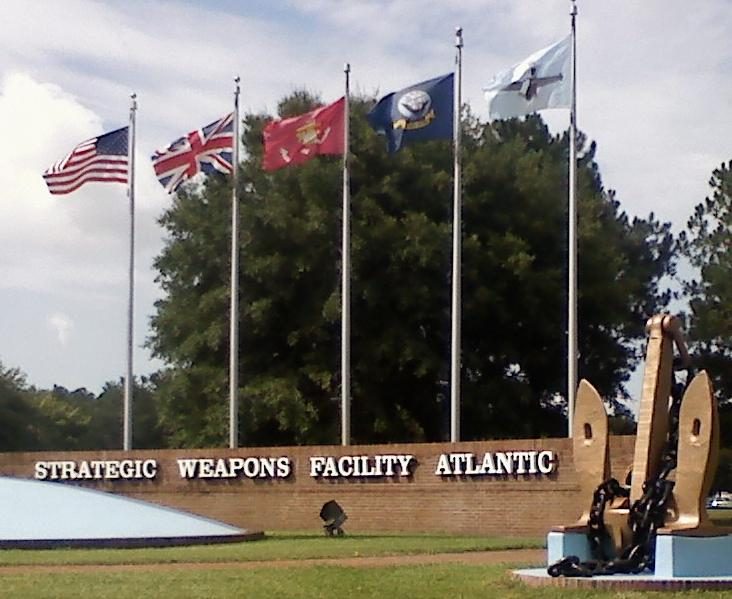
大西洋戦略兵器施設の旗掲揚台

大西洋戦略兵器施設（SWFLANT）は、弾道ミサイル部隊に対する戦略ミサイルおよび兵器システムへの支援を提供する。SWFLANTはトライデントⅡ D-5ミサイルの組み立て、ミサイル誘導および発射サブシステムのコンポーネントの処理に責任を負っている。この施設は1994年に完成し、全部で24棟の建物からなり、その中には2棟のミサイル組み立てビルディング、2棟の垂直ミサイル・パッケージング・ビルディングがあり、潜水艦への搭載前の最終組み立て工程が実施される。ミサイルの最終的な搭載は爆発物取扱埠頭（EWF）で行われ、2つある埠頭のうち1号埠頭（EWF-1）は高さ44メートルあり、地元のカムデン郡で最も高い建物である。SWFLANTにはその他、ロケットモーターを保管する弾庫66か所と、トライデント用の核弾頭（W76、W88）を保管する兵装弾庫4か所がある。
SWFLANTに保管されているトライデントミサイルは言うまでもなく米海軍のオハイオ級が搭載するためのものだが、それが全てではなく、イギリス海軍のヴァンガード級原子力潜水艦に搭載されるトライデントも含んでいる。1962年のポラリス売却協定以来、イギリス製の潜水艦に、イギリス製の核弾頭を搭載したアメリカ製のSLBMを搭載することにより戦略核抑止態勢を構成してきた英国は、1982年に同協定を改定し、陳腐化したポラリスに代わってトライデントⅡ D-5を導入した。イギリスは、キングズベイ基地で保管・整備される英米共有でプールされたミサイルのうち58発分に対し所有権を持っている。ヴァンガード級原潜は、キングズベイで核弾頭が装着されていないミサイルを受領・搭載したのち、英海軍クライド海軍基地の一部をなすクールポート王立海軍弾薬庫にて、ミサイルに英国製核弾頭の取り付けを受けて任務にあたる

### 海兵隊保安部隊大隊
海兵隊保安部隊大隊（Marine Corps Security Force Battalion, Kings Bay）は大西洋戦略兵器施設にたいする直接支援で保安活動を行っている。大隊は先任の海兵隊士官によって指揮され、海軍作戦部長によって承認された保安活動を提供する。2008年6月28日時点の海兵隊総司令官の指示により、海兵保安部隊は中隊編成から大隊編成に再編制された。同様の姉妹大隊が西海岸のバンゴール基地（ワシントン州）に配置されている。海兵保安部隊に加えて、大隊は海軍の法執行・保安部隊と協働している。

### 沿岸警備隊洋上戦力防護部隊

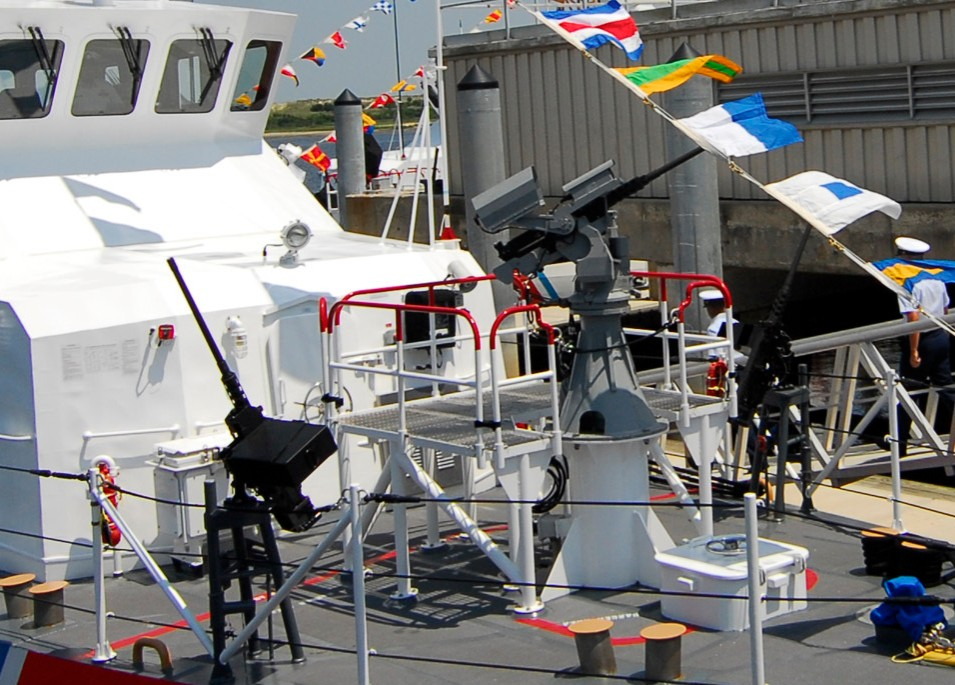
新たに就役した沿岸警備隊警備艇シー・ドッグの前甲板に展示された3丁の機関銃

沿岸警備隊による洋上戦力防護部隊（Maritime Force Protection Units）として最初に設立された部隊のひとつは、キングズベイであった。洋上戦力防護部隊は、母港に出入港する潜水艦に同伴警護を提供する。部隊は数隻の小舟艇と、マリンプロテクター型沿岸警備艇2隻（シーデヴィルおよびシードッグ）を保有する。これら舟艇は沿岸警備隊の乗員が運用するが、海軍の指揮を受け、海軍の予算から給与支払いを受ける。

### トライデント再整備施設

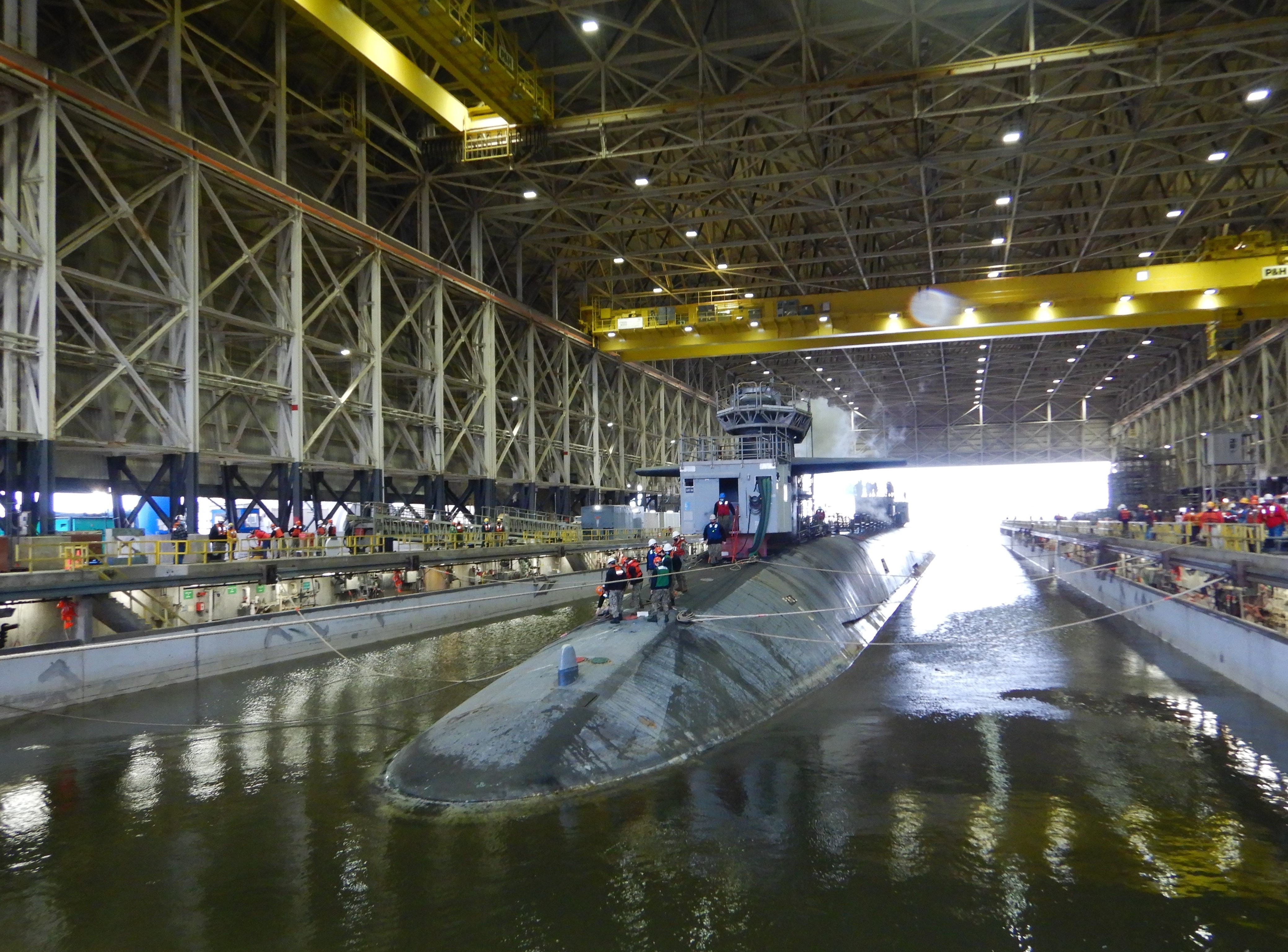
The トライデント再整備施設のドライドック入りするテネシー（USS Tennessee SSBN-734）、2021年

トライデント再整備施設（The Trident Refit Facility, TRF）は、キングズベイに所在する部隊として最大であり、h1985年まで洋上にあるアメリカの弾道ミサイル潜水艦の相当な部分を維持してきた。TRFは、段階的なオーバーホール、近代化およびトライデント潜水艦の補修に対し、産業レベルの品質および兵站支援を提供する。TRFはまた、グローバルに潜水艦への補給品と予備部品の支援を提供する。さらに、TRFは、他の潜水艦、地域の保守顧客、および要求に応じて他の活動に保守およびサポートサービスを提供している。
TRFは世界最大級の被覆ドライドックを保有する。このドックは700フィート(213.36m)の長さと100フィート(30.48m)の幅、67フィート(20.4216m)の深さがある。最新の磁気静粛化施設（Magnetic Silencing Facility, MSF）は、鋼製の船体の水上艦艇に対してと同じくアメリカ海軍及びイギリス海軍の潜水艦の恒久的な磁気の測定と除去を含めた消磁サービスを提供する。MSFはこの種の施設としては東海岸で唯一のものであり、将来の磁気システム開発の研究にも用いられている。国防武器支援施設（The Defensive Ordnance Support Facility）は、トライデント潜水艦が自艦防衛のために搭載する魚雷の貯蔵と保守を行っている。

### トライデント訓練施設

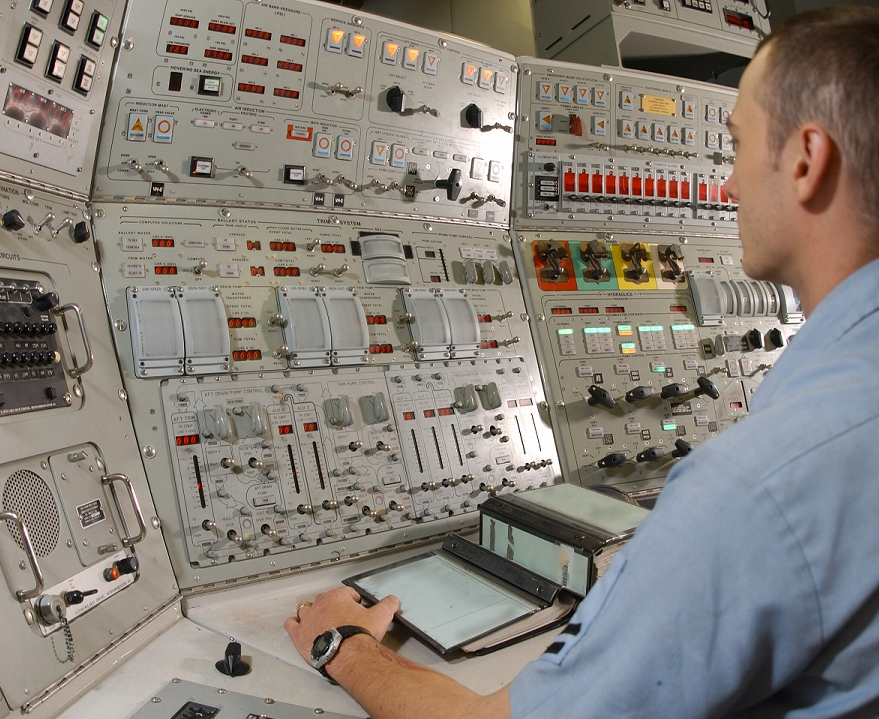
Sailors use a simulator for refresher training at Kings Bay's Trident Training Facility (TTF)

トライデント訓練施設（The Trident Training Facility ,TTF）は、その教室と事務区画で520000平方フィートを占めており、トライデント潜水艦とそのシステムを運用保守するのに必要な技能を水兵に訓練している。TTFの根本的な役割はトライデント潜水艦支援であり、装備訓練装置（equipment trainers）を使って、潜水艦上の実際の装備を可能な限りリアルにシミュレートすることである。訓練装置にはダメージコントロール、消火、操艦、航法、およびほとんどの兵器と技術的サブシステムが含まれている。
TTFのミッションは、特定の技能に関する知識と習熟度の向上と維持のため専門化された訓練を提供することを目的として、潜水艦乗員と支援要員に基本的、高度、機能的、な再錬成およびチーム訓練を提供することである。イギリスのヴァンガード級原子力潜水艦はトライデント売却協定を通じて、トライデントミサイルを使用しており、その水兵たちはときにキングズベイを訪れている。さらに、コロンビア海軍は、自国にハイテク訓練装置が欠けているため、TTFで訓練を行っている。

## 母港
巡航ミサイル潜水艦

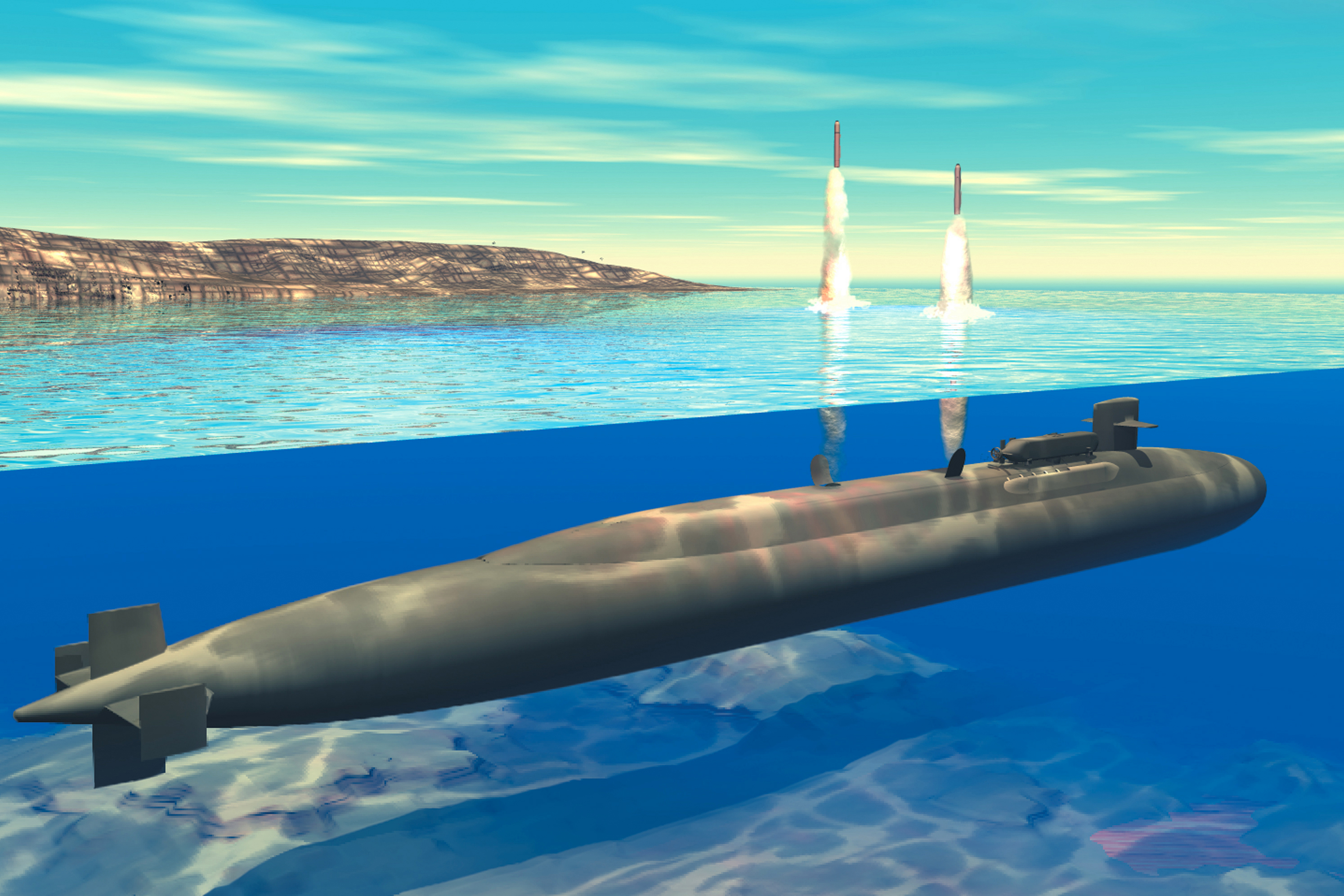
トマホークミサイルを発射するオハイオ級巡航ミサイル潜水艦のコンセプト画

- フロリダ（USS Florida SSGN-728）
- ジョージア（USS Georgia SSGN-729）

弾道ミサイル潜水艦
- アラスカ（USS Alaska SSBN-732）
- テネシー（USS Tennessee SSBN-734）
- ウェストバージニア（USS West Virginia SSBN-736）
- メリーランド（USS Maryland SSBN-738）
- ロードアイランド（USS Rhode Island SSBN-740）
- ワイオミング（USS Wyoming SSBN-742）

## ギャラリ

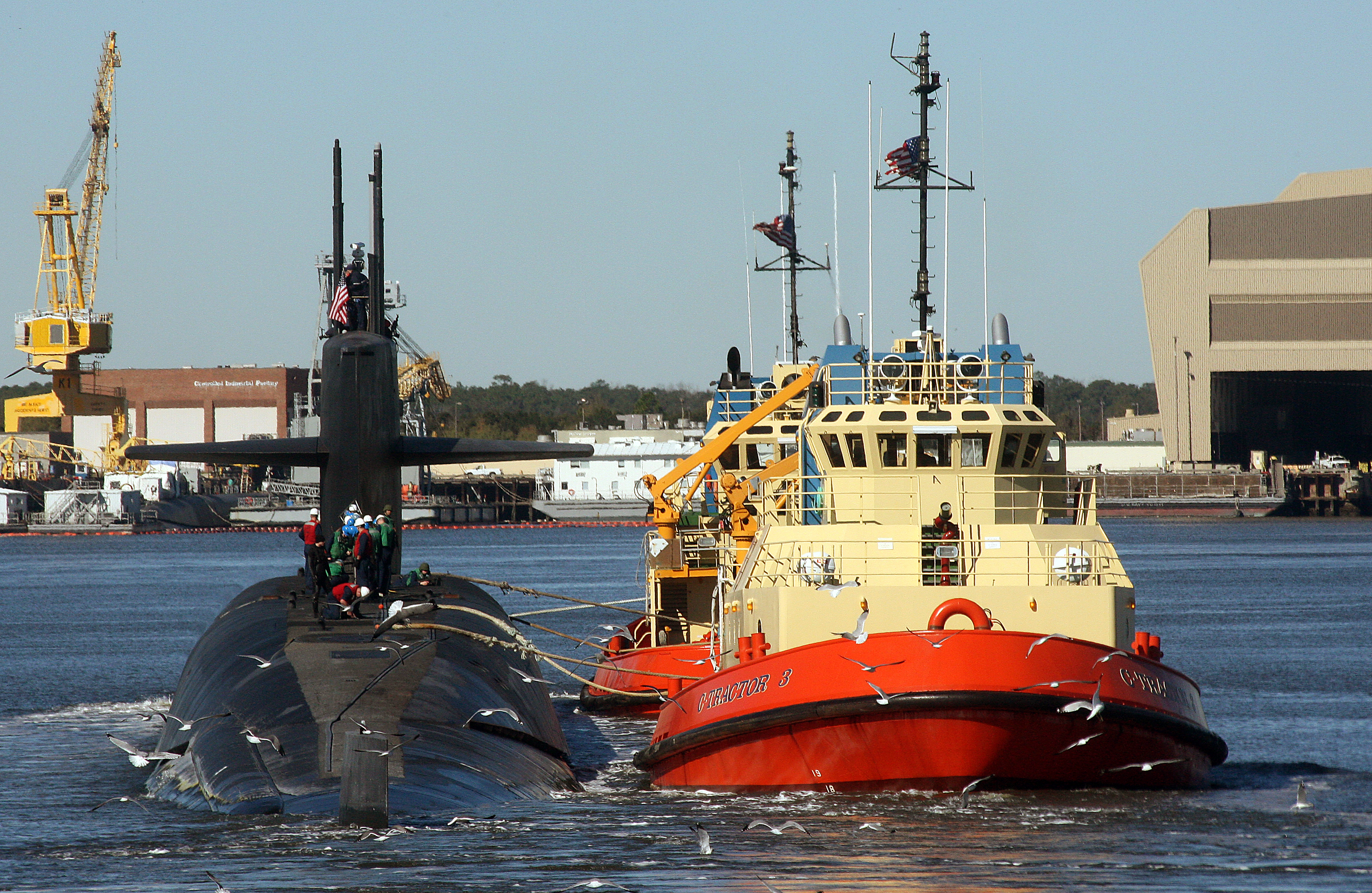
タグボートに随伴されてキングズベイに進入するロードアイランド
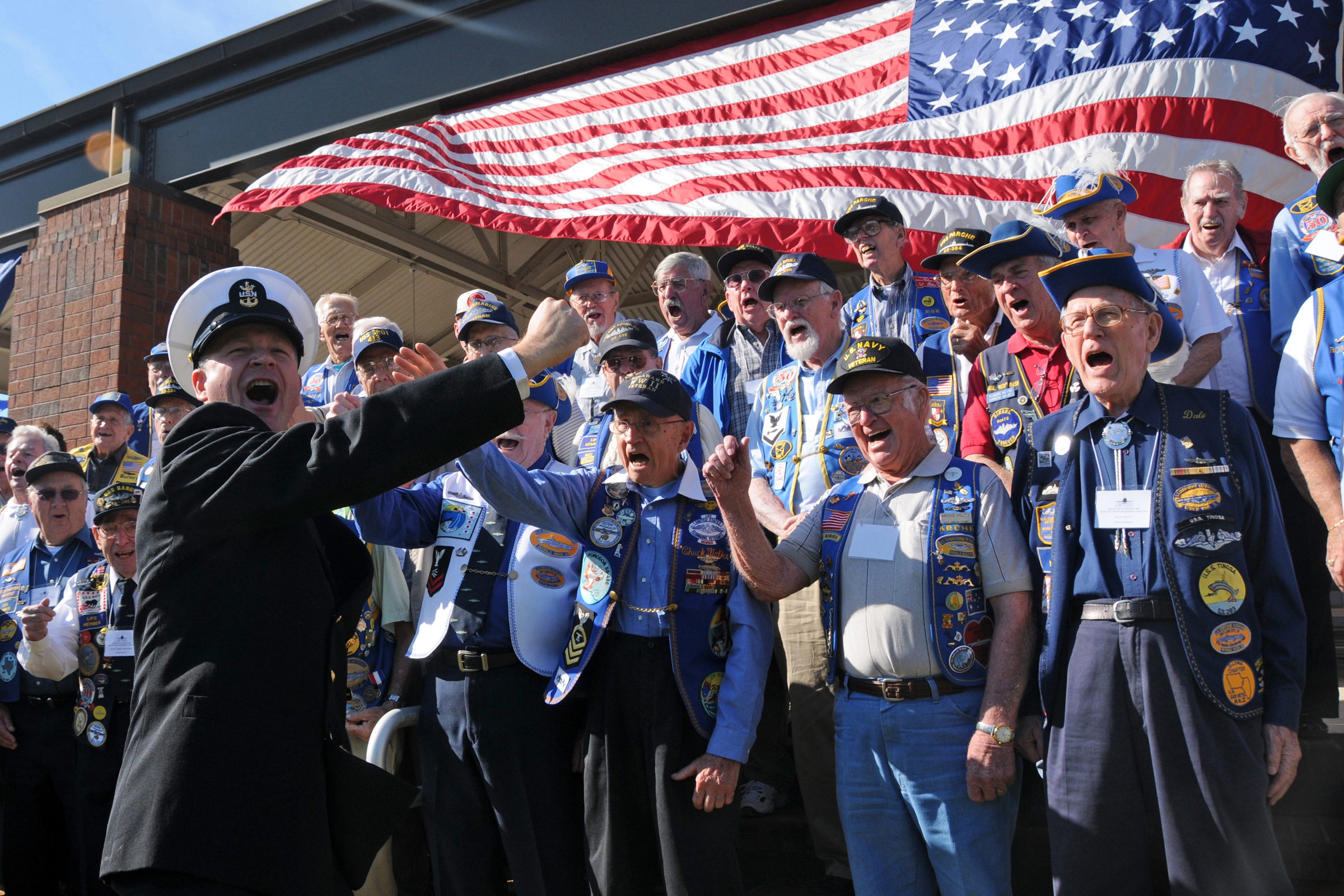
前海軍最先任上級兵曹長リック・ウエストが、第2次世界大戦に従軍した元潜水艦乗員たちをキングズベイに訪問する
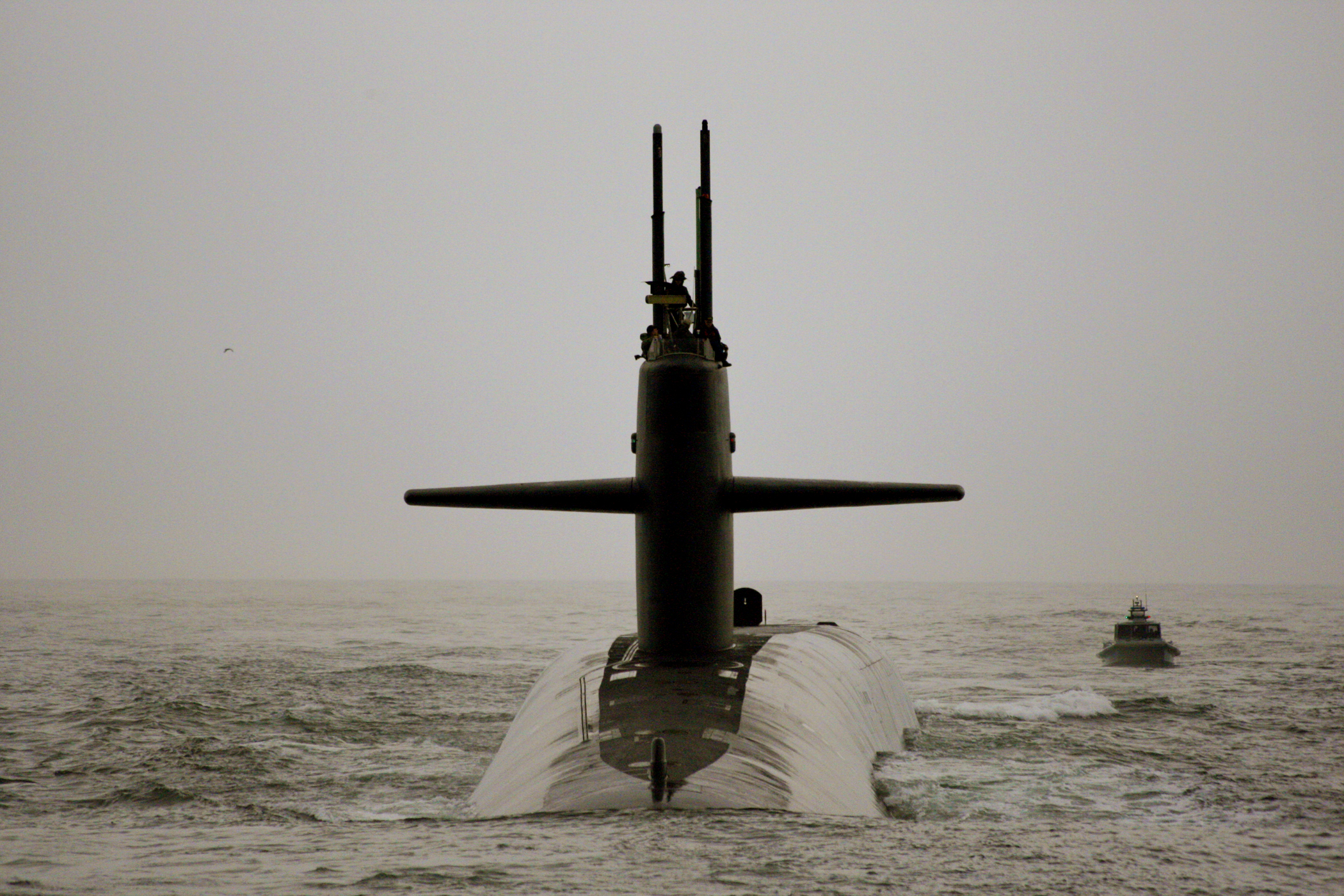
キングズベイに到着したアラスカ
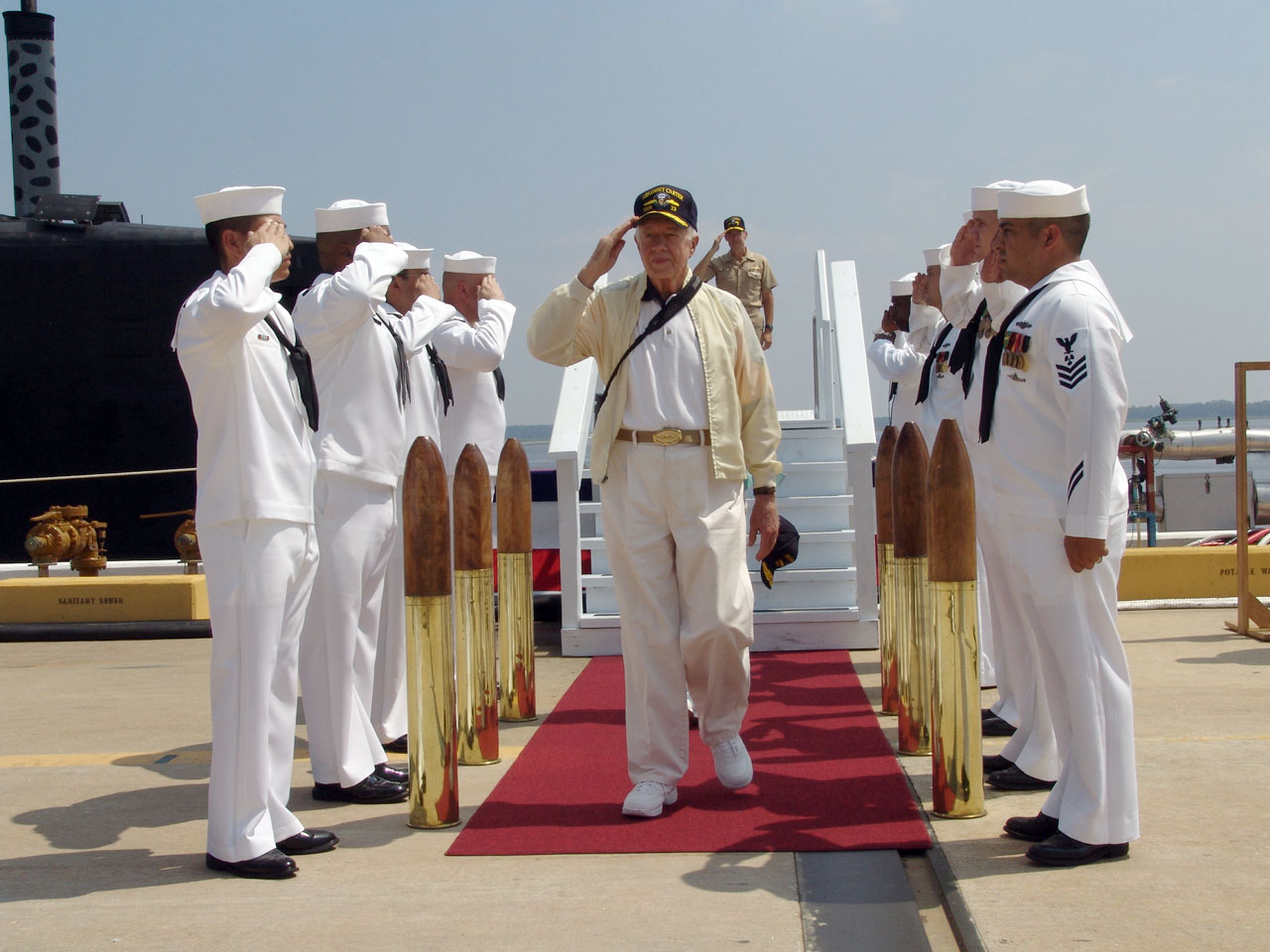
原子力潜水艦ジミー・カーターから退艦するカーター元大統領が水兵たちに敬礼する
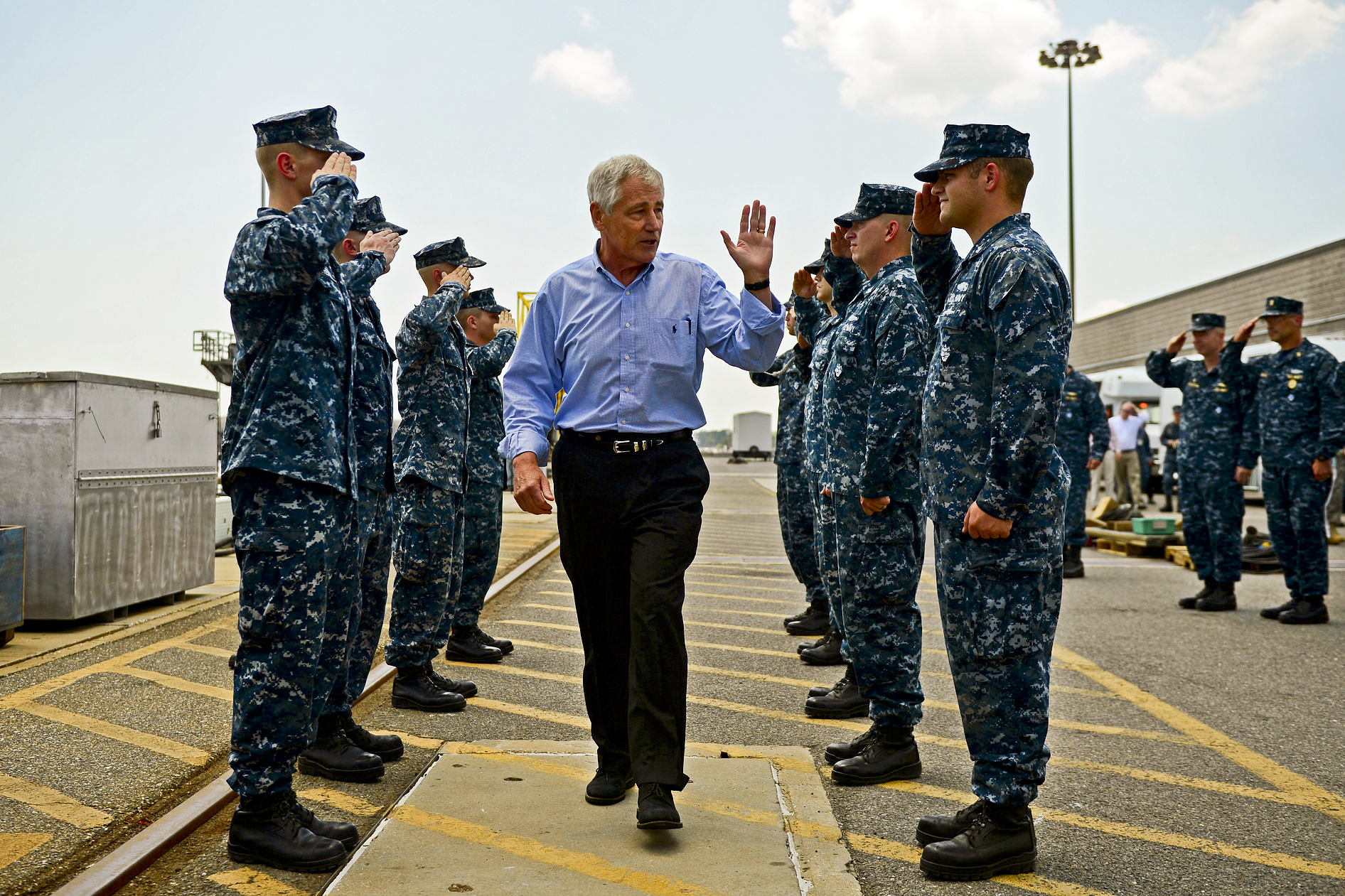
水兵たちに答礼する国防長官チャック・ヘーゲル
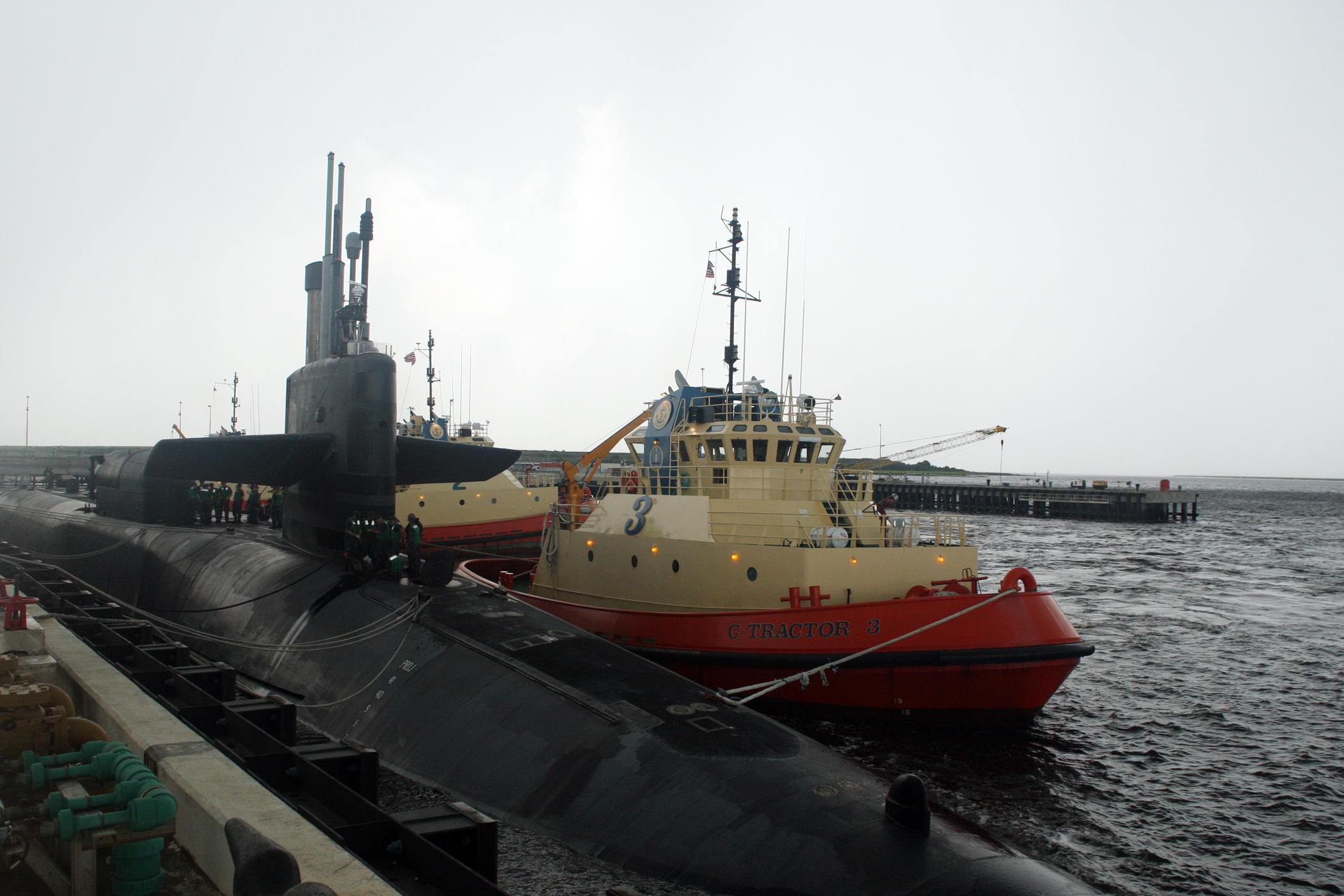
出港準備中のジョージア